# Rosa dos Ventos (telenovela)
Rosa-dos-Ventos é uma telenovela brasileira produzida pela extinta Rede Tupi e exibida de 16 de julho a 17 de novembro de 1973, substituindo Vitória Bonelli e sendo substituída por As Divinas... e Maravilhosas, às 19h. 
Escrita por Teixeira Filho e dirigida por Henrique Martins.
Dos 107 capítulos originalmente exibidos, apenas 3 foram preservados, estando sob a guarda da Cinemateca Brasileira.

## Trama
Órfã, Juliana foi criada em um asilo e, depois, em um convento. É professora e tem um grande respeito pela madre superiora Maria das Neves, a quem considera sua segunda mãe. Acostumada à disciplina rígida do educandário, a jovem noviça sente-se chocada quando toma conhecimento da realidade do mundo de fora. Ao decidir abandonar o hábito, Juliana encanta-se com dois homens diferentes, indecisa entre um e outro.
O primeiro é Quico, um verdadeiro playboy, rebelde e inconsequente, líder de um grupo de jovens com fama de conquistar todas as mulheres que deseja. Para afastar-se dele, Juliana começa a dedicar-se ao professor Antônio Carlos, um homem bem diferente de Quico, maduro e culto, traumatizado pela perda da esposa em um acidente. Porém, Juliana terá ainda de se defrontar com Eleonora, uma mulher que ama o professor.
Em sua indecisão, Juliana sempre recorre aos conselhos da madre superiora, uma freira com ideias modernas, mas ainda presa aos dogmas religiosos. Juntamente com o Padre Lara, a Madre Maria das Neves aconselha Juliana adequadamente: só o verdadeiro amor deverá dar a resposta e a disposição para a luta.

## Elenco
- Wanda Stefânia - Juliana
- Adriano Reys - Professor Antônio Carlos
- Nathália Timberg - Eleonora
- Tony Ramos - Quico
- Nicette Bruno - Madre Maria das Neves
- Elias Gleizer - Padre José Lara
- Arlete Montenegro - Norma
- Rildo Gonçalves - Pedro de Oliveira
- Karin Rodrigues - Ana Maria
- José Parisi - Ramón
- Ruthinéa de Moraes - Concepción
- Patrícia Mayo - Irmã Joana
- Geraldo Del Rey - Tchep
- Patrícia Aires - Nina Rosa
- Fausto Rocha - Perez
- Nádia Lippi - Teca (Tereza Cristina)
- Marcelo Picchi
- Luís Carlos de Moraes - Wálter
- Cleyde Ruth - Paula
- Marisa Sanches - Irmã Clementina
- Tereza Teller - Angelita
- Clenira Michel - Carmem
- Olney Cazarré - Vavá
- Nadir Fernandes - Ziza
- Sônia Guerra - Sandra
- Dulcemar Vieira
- Jacyra Sampaio - "Santinha" Santa
- Douglas Mazzola - Nico
- Suely Franco - Sueli
- Henrique César - Júlio
- Silvia Leblon - Ana
- Hemílcio Fróes - Dr. Eduardo Brasil
- Norah Fontes
- Aracy Cardoso
- Chico Martins
- Rosa Maria Seabra
- Dirce Militello
- Geny Prado
- Dirceu Gomes
- Clênia Teixeira

## Trilha sonora
- "A Transa" - Edward Manson e Orquestra
- "I Don't Want To Make You Wait" - The Delfonics
- "Sempre Primavera" - Trio Ternura
- "Mother Of Mine" - Jimmy Osmond
- "Angelina" - La 5. Reserva
- "Take To The Mountain" - Richard Barnes
- "I Will Be Fine" - Pete Dunaway
- "Zing Went The Strings Of My Heart" - The Tramps
- "Paz" - Tim Maia
- "It's So Easy (To Be Bad)" - Tom Autry
- "How Could I Know" - Raul Seixas
- "In My Song" - Uncle Jack

Sonoplastia: Laurindo Salvador
Coordenação musical: Cayon Gadia
Direção de produção: Otávio Augusto e Paulo de Tarso

Supervisão de produção: Paulo Rocco